# Гродненка
Гродненка — упразднённая деревня в Томском районе Томской области. Входила в состав Наумовского сельсовета. Исключена из учётных данных в 1972 г.

## География
Деревня располагалась на реке Чёрная, в 14,5 км (по прямой) к северо-востоку от поселка Орловка.

## История
Основано в 1905 г. В 1928 году состояло из 57 хозяйств. В административном отношении входила в состав Ольго-Сапежинского сельсовета Томского района Томского округа Сибирского края. Упразднена в 1972 г.

## Население
По данным переписи 1926 г. в деревне проживало 293 человека (149 мужчин и 144 женщины), основное население — поляки.